# ヨアニナ県

ヨアニナ県
Περιφερειακή ενότητα Ιωαννίνων測地系: 北緯39度45分 東経20度50分 / 北緯39.750度 東経20.833度座標: 北緯39度45分 東経20度50分 / 北緯39.750度 東経20.833度

ヨアニナ県（ヨアニナけん、ギリシア語: Ιωάννινα / Ioannina）は、ギリシャ共和国のイピロス地方を構成する行政区（ペリフェリアキ・エノティタ）のひとつ。県都はヨアニナ。

## 地理

ヨアニナ県地図

### 位置・広がり
イピロス地方の北部を占める内陸の県で、北はアルバニアと国境を接する。県の北東はカストリア県（西マケドニア地方）、東はグレヴェナ県（西マケドニア地方）とトリカラ県（テッサリア地方）、南東はアルタ県、南はプレヴェザ県、南西と西はテスプロティア県（以上イピロス地方）と、それぞれ境界を接している。
ヨアニナ県は、エトリア＝アカルナニア県、ラリサ県に次いでギリシャで3番目に広い面積を持つ県である。イピロス地方の県で最も面積が大きく、イピロス地方のほぼ半分を占めている。

### 地勢
ヨアニナ県は山がちな地域であり、県の東部はピンドス山脈やその支脈が連なっている。北から南へその山を挙げれば、北部のアルバニア国境にはグラモス山（2,523 m）がある。スモリカス山（2,637m）はピンドス山脈最高峰であり、イピロスの最高峰でもある。その南に、ティムフィ山（2,497 m）、リグコス山（2,249 m）、ラクモス山（2,295 m）、ズメルカ山（2,356 m）が連なっている。また、南部にはクセロヴニ山（1,614 m）、南西部にはトマロス山（1,976 m）、ヨアニナの近くにはミチケリ山（1,810 m）がある。
県南部にあるパンボティス湖（別名・ヨアニナ湖）は、イピロス最大の湖であり、県都ヨアニナの市街はその西岸にある。パンボティス湖の北部、ヨアニナ市街の沖にはヨアニナ島があり、350人ほどの住民が暮らしている。
県北部には、ピンドス山脈に源を発して北西方向へ流れ、アルバニア領に入るアオウス川（アルバニア名: Vjosë川）がある。県西部にはティアミス川（カラマス川）、県西南部にはアヘロン川（古名: アケローン川）が流れ、いずれもイオニア海に至る。県東部にはアラフトス川が南へ流れている。
- アオウス渓谷
- パンボティス湖。手前がヨアニナ島、奥がヨアニナ市街。
- アオウス川支流ヴィドマティス川に架かるクリドナ橋

### 主要な都市・集落
人口3,000人以上の都市・集落には以下がある。
- ヨアニナ （ヨアニナ市） - 61,629人
- アナトリ（ギリシア語版）（ヨアニナ市） - 5,815人
- メツォヴォ（ギリシア語版）（メツォヴォ市） - 3,195人

県都であり県最大の都市であるヨアニナは、パンボティス湖西岸にある。アナトリの市街（旧アナトリ市）はヨアニナ市街の南に連坦しており、行政区画再編の結果ともにヨアニナ市に属することになった。これによりヨアニナ県の人口の半分強がヨアニナ市域に住んでいる。メツォヴォは県東部に位置する町で、テッサリアやマケドニアへ越える幹線道路が通る要衝である。
- ヨアニナ
- メツォヴォ

## 歴史
現在のイオニア県域がギリシャ領に編入されたのは、1913年である。

## 行政区画

ヨアニナ県

### 市（ディモス）
ヨアニナ県は、以下の自治体（ディモス、市）から構成される。人口は2001年国勢調査時点。
|   | 自治体名   | 綴り             | 政庁所在地          | 面積 Km² | 人口   |
| - | ---------- | ---------------- | ------------------- | -------- | ------ |
| 1 | ヨアニナ   | Ιωάννινα         | ヨアニナ (el)       | 402.0    | 97,657 |
| 2 | 北ズメルカ | Βόρεια Τζουμέρκα | プラマンタ (en)     | 361.5    | 7,097  |
| 3 | ドドニ     | Δωδώνη           | アギア・キリアキ    | 663.0    | 13,939 |
| 4 | ザゴリ     | Ζαγόρι           | アスプランゲリ (el) | 995.3    | 6,032  |
| 5 | ジツァ     | Ζίτσα            | エレウサ (el)       | 566.3    | 17,293 |
| 6 | コニツァ   | Κόνιτσα          | コニツァ (el)       | 949.9    | 9,294  |
| 7 | メツォヴォ | Μέτσοβο          | メツォヴォ (el)     | 366.8    | 7,835  |
| 8 | ポゴニ     | Πωγώνι           | カルパキ (el)       | 702.5    | 11,092 |

### 旧自治体（ディモティキ・エノティタ）

ヨアニナ県の旧自治体（2010年まで）。37番のヨアニナ諸島は、1番のヨアニナ市と24番のペラマ市の間にある。

カリクラティス改革（2010年）以前の広域自治体（ノモス）としてのヨアニナ県は、以下の41の基礎自治体（ディモス、キノティタ）から構成されていた。改革後、旧自治体は新自治体（ディモス）を構成する行政区（ディモティキ・エノティタ）となっている。
下表の番号は右図と対応している。「旧自治体名」欄で※印を付したものはキノティタ、それ以外はディモス。「政庁所在地」欄で太字になっているものは、新自治体の政庁所在地となったものを示す。
|    | 旧自治体                 | 綴り             | 政庁所在地          | 新自治体   |
| -- | ------------------------ | ---------------- | ------------------- | ---------- |
| 1  | ヨアニナ                 | Ιωάννινα         | ヨアニナ            | ヨアニナ   |
| 2  | アギオス・ディミトリオス | Άγιος Δημήτριος  | テリアキシ          | ドドニ     |
| 3  | アナトリ                 | Ανατολή          | アナトリ (el)       | ヨアニナ   |
| 4  | 東ザゴリ                 | Ανατολικό Ζαγόρι | ミリオタデス        | ザゴリ     |
| 5  | アノ・カラマス           | Άνω Καλαμάς      | パラカラモス        | ポゴニ     |
| 6  | アノ・ポゴニ             | Άνω Πωγώνι       | ケファロヴリソ (el) | ポゴニ     |
| 7  | デルヴィナキ             | Δελβινάκι        | デルヴィナキ        | ポゴニ     |
| 8  | ラッカ・スリウ           | Λάκκα Σουλίου    | デルヴィジアナ (el) | ドドニ     |
| 9  | ドドニ                   | Δωδώνη           | ドドニ              | ドドニ     |
| 10 | エグナティア             | Εγνατία          | ミクロ・ペリステリ  | メツォヴォ |
| 11 | エカリ                   | Εκάλη            | メタモルフォシ      | ジツァ     |
| 12 | エヴリメネス             | Ευρυμενές        | クリマティア        | ジツァ     |
| 13 | ジツァ                   | Ζίτσα            | ジツァ (el)         | ジツァ     |
| 14 | カルパキ                 | Καλπάκι          | カルパキ            | ポゴニ     |
| 15 | カツァノホリア           | Κατσανοχώρια     | カレンツィ          | 北ズメルカ |
| 16 | 中央ザゴリ               | Κεντρικό Ζαγόρι  | アスプランゲリ      | ザゴリ     |
| 17 | コニツァ                 | Κόνιτσα          | コニツァ            | コニツァ   |
| 18 | マストロホリア           | Μαστοροχώρια     | ピルソギアンニ (el) | コニツァ   |
| 19 | メツォヴォ               | Μέτσοβο          | メツォヴォ          | メツォヴォ |
| 20 | モロシ                   | Μολοσσοί         | ヴツァラス (el)     | ジツァ     |
| 21 | ビザニ                   | Μπιζάνι          | ペディニ            | ヨアニナ   |
| 22 | パンヴォティダ           | Παμβώτιδα        | カツィカス (el)     | ヨアニナ   |
| 23 | パサロナス               | Πασαρώνας        | エレウサ            | ジツァ     |
| 24 | ペラマ                   | Πέραμα           | ペラマ              | ヨアニナ   |
| 25 | プラマンタ               | Πράμαντα         | プラマンタ          | 北ズメルカ |
| 26 | セレス                   | Σέλλες           | ティリア            | ドドニ     |
| 27 | ズメルカ                 | Τζουμέρκα        | フリアラデス (el)   | 北ズメルカ |
| 28 | ティンフィ               | Τύμφη            | ツェペロヴォ (el)   | ザゴリ     |
| 29 | エトミリツァ ※           | Αετομηλίτσα      | エトミリツァ        | コニツァ   |
| 30 | ヴァティペド ※           | Βαθύπεδο         | ヴァティペド        | 北ズメルカ |
| 31 | ヴォヴサ ※               | Βωβούσα          | ヴォヴサ            | ザゴリ     |
| 32 | ディストラト ※           | Δίστρατο         | ディストラト        | コニツァ   |
| 33 | カラリテス ※             | Καλαρίτες        | カラリテス          | 北ズメルカ |
| 34 | ラヴダニ ※               | Λάβδανη          | ラヴダニ            | ポゴニ     |
| 35 | マツキ ※                 | Ματσούκι         | マツキ              | 北ズメルカ |
| 36 | ミレア ※                 | Μηλέα            | ミレア              | メツォヴォ |
| 37 | ヨアニナ島 ※             | Νήσος Ιωαννίνων  | ヨアニナ島          | ヨアニナ   |
| 38 | パピンゴ ※               | Πάπιγκο          | パピンゴ            | ザゴリ     |
| 39 | ポゴニャニ ※             | Πωγωνιανή        | ポゴニャニ (el)     | ポゴニ     |
| 40 | シラコ ※                 | Συρράκο          | シラコ              | 北ズメルカ |
| 41 | フルカ ※                 | Φούρκα           | フルカ              | コニツァ   |

- Διοικητική διαίρεση νομού Ιωαννίνων - ヨアニナ県の自治体・集落一覧（1999年 - 2010年）

### 郡（エパルヒア）
県には以下の郡（エパルヒア）があったが、2006年以降法的な位置づけは行われていない。
| 郡名         | 綴り    | 中心地     |
| ------------ | ------- | ---------- |
| ドドニ郡     | Δωδώνη  | ヨアニナ   |
| コニツァ郡   | Κόνιτσα | コニツァ   |
| メツォヴォ郡 | Μέτσοβο | メツォヴォ |
| ポゴニ郡     | Πωγώνι  | ポゴニ     |

## 交通

### 道路

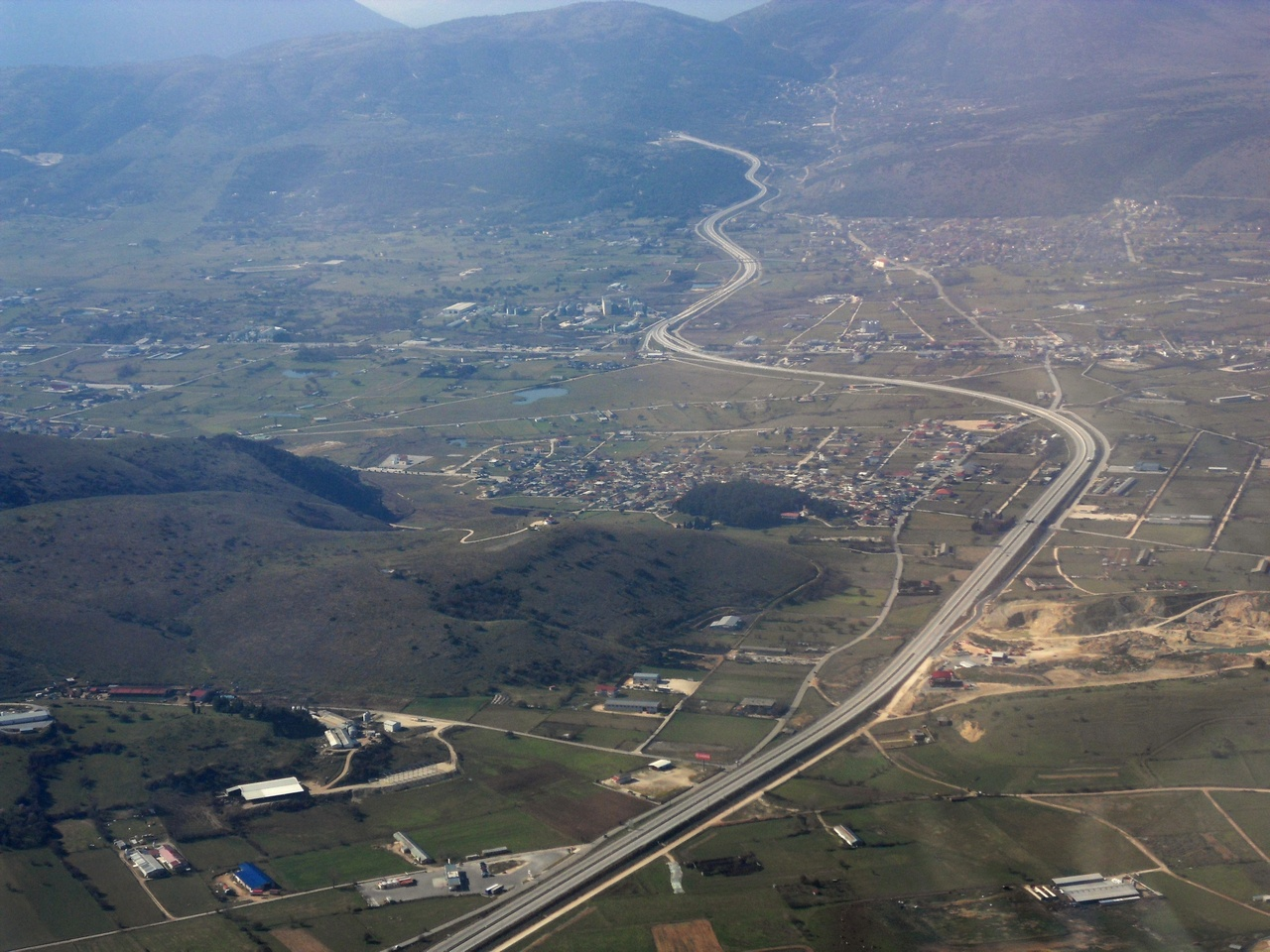
ヨアニナ近郊のA2号線

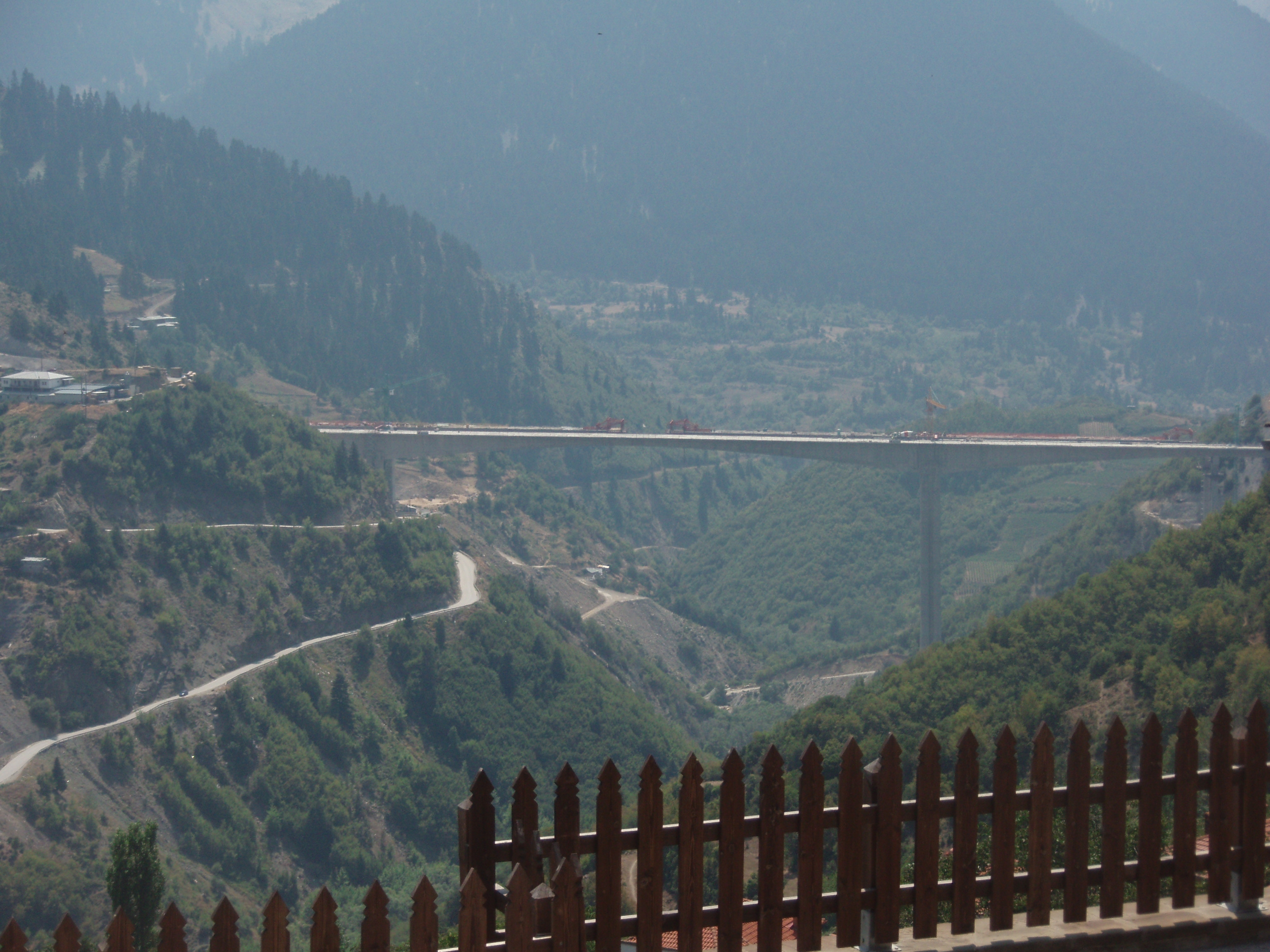
建設中のA2号線（メツォヴォ）

イオニア海の港町イグメニツァからヨアニナを経てピンドス山脈を越える国道6号線（GR-6）が東西方向の幹線をなしており、その新道にあたる高速道路A2号線（エグナティア高速道路）はギリシャ北部を横断している。A2号線は欧州自動車道路90号線（E90）にも指定されている。
欧州自動車道路
- E90号線  (en)  : 〔イグメニツァ〕 - ヨアニナ南方 - コニツァ - 〔コザニ - テサロニキ - …〕
- E92号線  (en)  : 〔イグメニツァ〕 - モロシ - ヨアニナ - メツォヴォ - 〔ラリサ - …〕
- E853号線  (fr)  : アルバニア国境 - ヨアニナ
- E951号線  (fr)  : ヨアニナ - アギオス・ディミトリオス - 〔アルタ - ミソロンギ〕

自動車道
- A2号線  (en)  : 〔イグメニツァ〕 - ヨアニナ南方 - コニツァ - 〔コザニ - テサロニキ - …〕
- GR-5号線  (en)  : ヨアニナ - アギオス・ディミトリオス - 〔アルタ - …〕
- GR-6号線  (en)  : 〔イグメニツァ〕 - モロシ - ヨアニナ - メツォヴォ - 〔ラリサ - …〕
- GR-20号線  (en)  : 〔コザニ〕 - コニツァ - カルパキ - ヨアニナ
- GR-22号線  (en)  : カカヴィア（アルバニア国境） - カルパキ

### 空港
- ヨアニナ空港（英語版）

ヨアニナ中心部から4kmほど北に位置する。「イピロス空港」、あるいは古代エピロス王ピュロスに因んだ「ピュロス王空港」の別名を持つ。

## 文化・観光
ヨアニナ県は、ギリシャの他の地域や沿岸の島々と比較すれば、観光地としては著名ではない。しかし、美しい自然に恵まれており、ヴィコス・アオウス国立公園 (Vikos–Aoös National Park) やピンドス国立公園 (Pindus National Park) がある。メツォヴォやパピンゴ (Papingo) などは、スキーリゾートとしてにぎわう。
また、ドドニには古代の円形劇場（アンフィテアトルム）があるほか、中世以降この地域の主要都市となったヨアニナには多くの史跡がある。
- ヴォイドマティスの渓流（ヴィコス・アオウス国立公園）
- ドドニの円形劇場
- ヨアニナ城の城門

## 人物
- イオアニス・コレティス（1773-1847、政治家） - シラコ（現・北ズメルカ市）生まれ
- ゲオルギオス・アベロフ（英語版）（1815–1899、実業家） - メツォヴォ生まれ
- ファイク・コニツァ（英語版）（1875-1942、アルバニアの作家） - コニツァ生まれ
- アシナゴラス（1886-1972、コンスタンディヌーポリ総主教） - ヴァシリコ (Vasiliko, Ioannina) （現・ポゴニ市）生まれ
- コンスタンディノス・ドヴァス（英語版）（1898-1973、軍人・首相） - コニツァ生まれ
- ディミトリス・ドラガタキス（1914-2001、作曲家） - プラタヌサ (Platanoussa) （現・北ズメルカ市）生まれ
- トマ・カラギウ（英語版）（1925–1977、ルーマニアの俳優） - エトミリツァ（現・コニツァ市）生まれ